# Скваранска
Скваранска (хрв. Skvaranska, итал. Squaransca) је насељено место у општини Раша, Истарска жупанија, Хрватска.

## Историја
До територијалне реорганизације у Хрватској била је у саставу старе општине Лабин.

## Становништво
У попису становништва из 2011. године, Скваранска је имала 5 становника.
| Број становника према пописима | Број становника према пописима | Број становника према пописима | Број становника према пописима | Број становника према пописима | Број становника према пописима | Број становника према пописима | Број становника према пописима | Број становника према пописима | Број становника према пописима | Број становника према пописима | Број становника према пописима | Број становника према пописима | Број становника према пописима | Број становника према пописима | Број становника према пописима |
| ------------------------------ | ------------------------------ | ------------------------------ | ------------------------------ | ------------------------------ | ------------------------------ | ------------------------------ | ------------------------------ | ------------------------------ | ------------------------------ | ------------------------------ | ------------------------------ | ------------------------------ | ------------------------------ | ------------------------------ | ------------------------------ |
| 1857                           | 1869                           | 1880                           | 1890                           | 1900                           | 1910                           | 1921                           | 1931                           | 1948                           | 1953                           | 1961                           | 1971                           | 1981                           | 1991                           | 2001                           | 2011                           |
| 0                              | 0                              | 44                             | 54                             | 60                             | 83                             | 0                              | 0                              | 67                             | 47                             | 34                             | 14                             | 18                             | 4                              | 5                              | 5                              |

Напомена: Подаци се налазе у насељу Скитача 1857, 1869, 1921. и 1931. Године 1880. исказивано под именом Скавранска. Године 1880. и 1890. означено као део насеља.